# 本田幸一
本田 幸一（ほんだ こういち、1956年10月20日 - ）は、日本の国土交通技官。国土交通省北海道開発局建設部長や、国土交通省北海道開発局長、宮坂建設工業取締役副社長を務めている。

## 人物・経歴
北海道標津郡中標津町生まれ。北海道大学工学部土木工学科卒業後、1983年北海道大学大学院工学研究科土木工学専攻修了、北海道開発庁入庁。1990年北海道開発局長官房開発調整課開発専門官。1992年国土庁地方振興局山村豪雪地帯振興課課長補佐。1994年開発土木研究所総務部企画調整課長。1996年北海道開発局札幌開発建設部道路建設課長。1998年北海道開発局帯広開発建設部帯広河川事務所長。1999年北海道開発局建設部道路建設課道路技術対策官。2001年国土交通省北海道開発局函館開発建設部函館道路事務所長。
人事交流により2003年国土交通省中国地方整備局松江国道事務所長に就任。2005年から国土交通省中国地方整備局道路部道路調査官として、松江自動車道の新直轄方式での整備にあたった。2007年国土交通省北海道開発局建設部道路維持課長。2009年北海道開発局旭川開発建設部長。2011年国土交通省北海道開発局釧路開発建設部長。土木研究所寒地土木研究所審議役、国土交通省北海道開発局札幌開発建設部長を経て、2014年国土交通省北海道開発局建設部長。2015年から国土交通省北海道開発局長を務め、第8期北海道総合開発計画策定にあたるなどした。2016年北武事業協同組合顧問。登寿ホールディングス顧問を経て、2020年宮坂建設工業取締役副社長。